# Алупка
Алу́пка (укр. Алу́пка, крымскотат. Alupka, Алупка, из греч. αλεπού — лисица) — город на южном берегу Крыма (согласно административно-территориальному делению России входит в городской округ Ялта Республики Крым, согласно АТД Украины — в составе Алупкинского городского совета Ялтинского горсовета Автономной Республики Крым).

## Название
Поселение возникло как древнегреческая колония под названием «Алепохори» — «лисье селение» (от древнегреческого «алепо» — «лисица», «хорион» — «деревня, село»), хотя первые упоминания в документах встречаются лишь с X века. В документах X века селение именуется как Алубика, Алопека, позже — Алупка (греч. Αλούπκα).

## География
Алупка — приморский климатический курорт Южного берега Крыма, расположенный на южном склоне Крымских гор, возле подножия горы Ай-Петри. Расположен в крымском субсредиземноморском экорегионе. Самый южный город региона. Среднегодовая температура воздуха составляет +13,6 °C. Среднегодовое количество осадков около 500 мм.
Средняя температура января — февраля +4…+6 °С, августа +26 °С. Количество солнечных часов в году — 2300, относительная влажность воздуха — 70 %. Купальный сезон продолжается с мая по октябрь (средняя температура воды летом +22…+27 °С).

## История

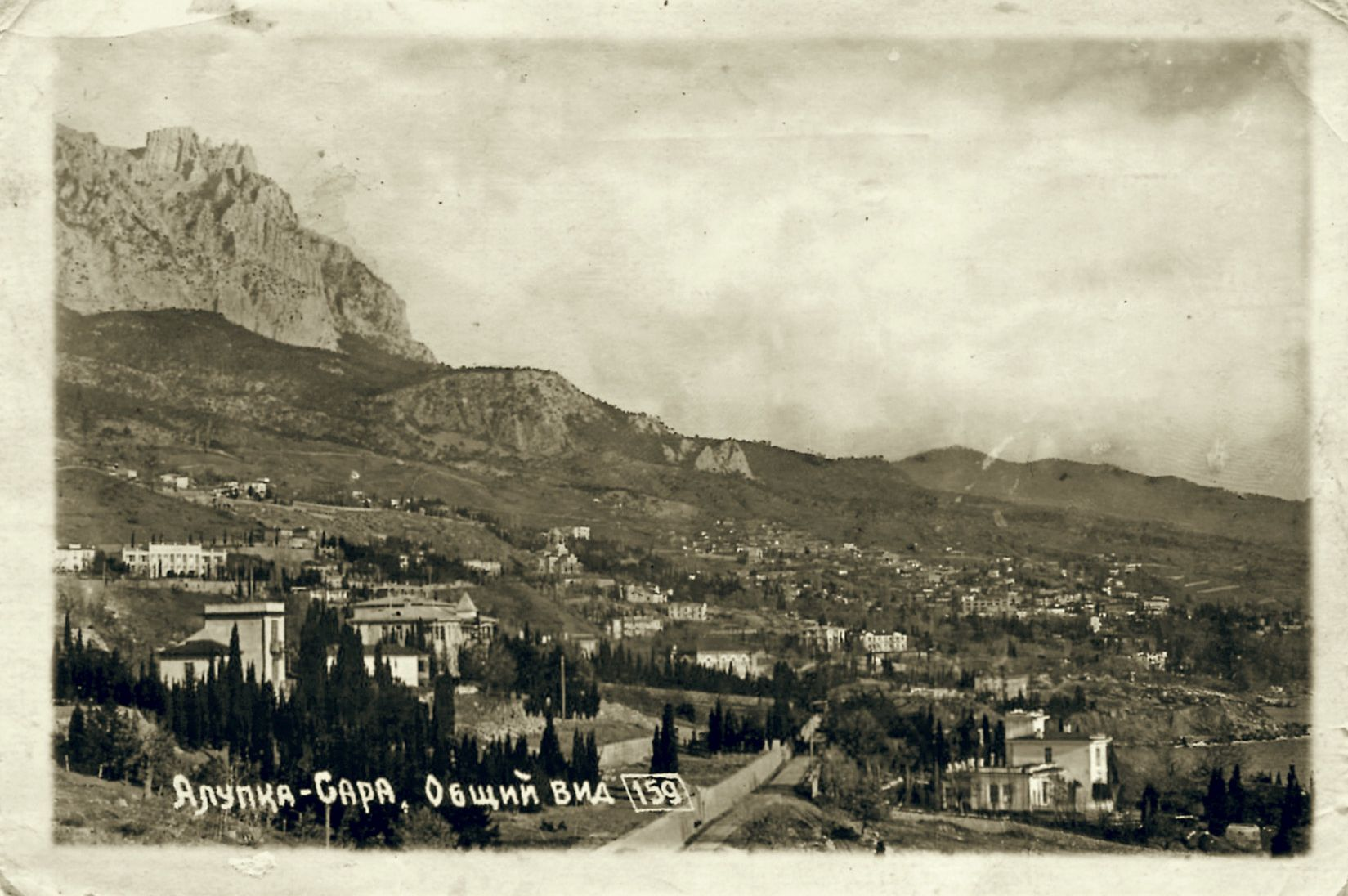
Общий вид Алупки в начале XX века

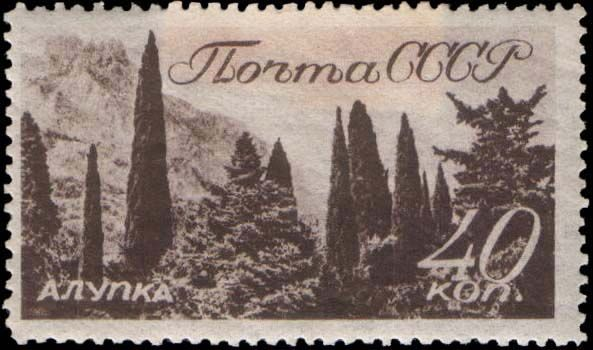
Почтовая марка, 1938 год

Первое упоминание о городе относится к 960 году (время византийского и хазарского владычества в Крыму). В XIV—XV веках в Алупке находился опорный пункт Люпико (Lupico) Капитанства Готия генуэзских колоний. В XII—XIII веке на горе Крестовая над городом существовало довольно крупное поселение Алупка-Исар, но было ли оно связано с собственно Алупкой не установлено. В 1475—1774 годах Алупка была коронным владением Османских султанов. После присоединения Крыма к России в 1784 году Алупка принадлежала князю Григорию Потёмкину. По административному делению после создания 8 (20) октября 1802 года Таврической губернии, Алупка была включена в состав Махульдурской волости Симферопольского уезда. По Ведомости о всех селениях в Симферопольском уезде состоящих с показанием в которой волости сколько числом дворов и душ… от 9 октября 1805 года, в деревне Алупка числилось 37 дворов и 223 жителя, исключительно крымских татар.
С 1823 года Алупка перешла во владение Михаила Воронцова, который построил здесь дворец, а также церковь и мечеть. После реформы волостного деления 1829 года Алупку, согласно «Ведомости о казённых волостях Таврической губернии 1829 года», передали в состав Алуштинской волости.
Именным указом Николая I от 23 марта (по старому стилю) 1838 года, 15 апреля был образован новый Ялтинский уезд и деревню передали в состав Дерекойской волости. В «Списке населённых мест Таврической губернии по сведениям 1864 года», составленному по результатам VIII ревизии 1864 года записаны Алупка (Алубка) — русское владельческое имение с 14 дворами, 35 жителями, православной церковью и дворцом и Алупка (Алубка) — казённая татарская деревня с 37 дворами, 187 жителями и мечетью, обе при речке безъименной. На 1886 год в деревне Алупка при речках Хостобаша и Шоньхай, согласно справочнику «Волости и важнѣйшія селенія Европейской Россіи», проживало 294 человека в 44 домохозяйствах, действовала мечеть, православный храм (первый храм разрушен оползнем, второй находился в стадии строительства), 2 лавки, 4 пекарни и бузня.
Согласно «Памятной книге Таврической губернии 1889 года», по результатам Х ревизии 1887 года, в деревне Алупка числилось 97 дворов и 426 жителей. На тот год в селении работали аптека и телеграф, практиковали постоянные врачи, было 7 бакалейных лавок. В  Ялту ходили маршрутные дилижансы, в сезон — паровой катер.

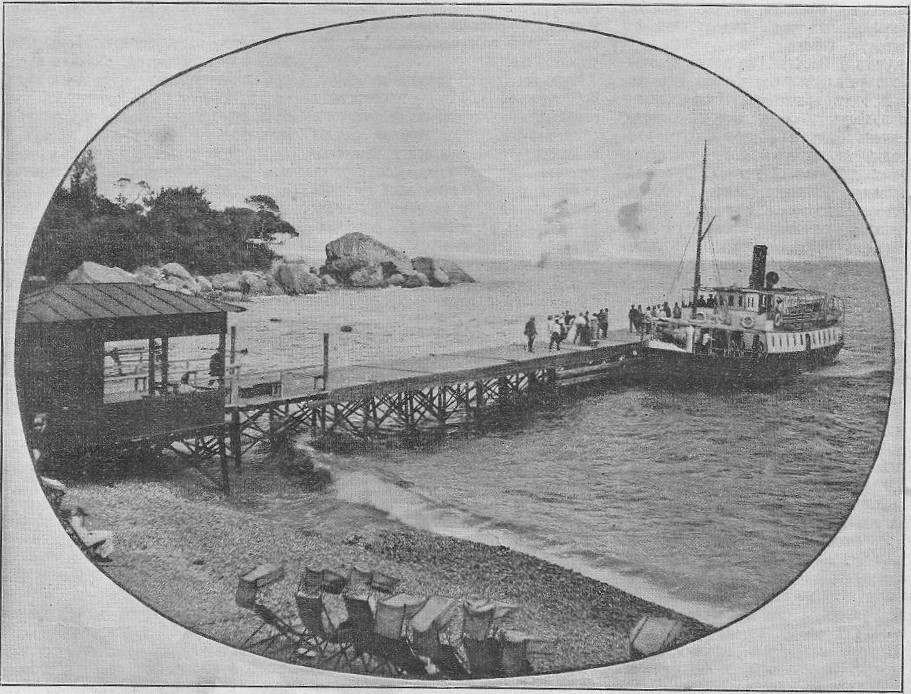
Пристань в Алупке, 1907 г.

В Алупке и её окрестностях работали художники Иван Шишкин, Василий Суриков, Константин Богаевский, баталист Николай Самокиш. Одна из самых высоких скал с видовой площадкой носит имя мариниста Ивана Айвазовского.
В конце XIX века Алупка становится популярным курортом. В 1920-х и 1930-х годах планомерно создавалась инфраструктура населённого пункта, строились курортные учреждения. После Гражданской войны в Алупке были организованы 22 здравницы. В разные годы тут проходили лечение и отдыхали Фёдор Шаляпин, Максим Горький, Валерий Брюсов, Иван Бунин, Михаил Коцюбинский, Леся Украинка, Сергей Рахманинов и другие. По Статистическому справочнику Таврической губернии. Ч.II-я. Статистический очерк, выпуск восьмой Ялтинский уезд, 1915 год, в местечке Алупка Дерекойской волости Ялтинского уезда, числилось 352 двора с татарским населением в количестве 239 человек приписных жителей и 3367 — «посторонних».
Согласно Списку населённых пунктов Крымской АССР по Всесоюзной переписи 17 декабря 1926 года, на курорте Алупка, центре Алупкинского сельсовета Ялтинского района, числился 881 двор, из них 772 некрестьянских, население составляло 2950 человек, из них 1445 русских, 222 украинца, 903 крымских татарина, 148 греков, 82 еврея, 34 армянина, 24 белоруса,13 поляков, 11 немцев, 7 латышей, по 2 болгарина, чеха и эстонца 54 записаны в графе «прочие», действовали греческая, русская и татарская школы
В 1938 году Алупка получила статус города. По данным 1941 года в ней работали 24 здравницы разного профиля, 3 школы, больница и другие учреждения.

## Население
| 1939  | 1959  | 1970    | 1979    | 1989    | 1992    | 1998    | 2001  | 2003  |
| ----- | ----- | ------- | ------- | ------- | ------- | ------- | ----- | ----- |
| 7787  | ↗8920 | ↗10 381 | ↗11 404 | ↘10 841 | ↗11 000 | ↘10 500 | ↘9018 | ↘8921 |
| 2004  | 2005  | 2006    | 2007    | 2008    | 2009    | 2010    | 2011  | 2012  |
| ↘8785 | ↘8669 | ↘8605   | ↘8518   | ↘8444   | →8444   | ↘8425   | ↗8493 | ↗8497 |
| 2013  | 2014  | 2015    | 2016    | 2017    | 2018    | 2019    | 2020  | 2021  |
| ↗8520 | ↘7771 | ↗7849   | ↗7948   | ↗8017   | ↘7990   | ↗8067   | ↗8075 | ↗9063 |

На 1 января 2025 года по численности населения город находился на 943-м месте из 1124 городов Российской Федерации.

## Экономика Алупки
В Алупке действуют здравницы: санаторий Министерства обороны России (лечение органов дыхания); детский санаторий «Алупка»; санаторий матери и ребёнка «Южнобережный» (общесоматический профиль); детский санаторий им. А. Боброва, в котором лечат костный туберкулёз у детей.
Другие предприятия и учреждения: производственное объединение «Массандра» (цеха выдержки крепких вин типа «Мадера», «Портвейн красный», производственно-дегустационный), лесничество.

## Транспорт
Город расположен в 17 км от Ялты, с которой имеет автобусное и морское сообщение (на 23.10.2017 регулярные морские перевозки отсутствуют — причал разрушен). Номера маршрутов следующих до Алупки и через Алупку: № 115 (ранее № 26) (до Симеиза, через Кореиз, Алупку), № 107 (ранее № 36) (от автовокзала Ялты через Алупку в Аквапарк, Кацивели), № 102, № 132 (ранее № 27, № 32) — конечная Алупка, Воронцовский дворец, № 142 (ранее № 42) (по трассе до Симеиза, через верхнюю Алупку (новый район)). С центром Крыма и прочими населёнными пунктами Алупка соединяется автотрассой Севастополь — Ялта — Симферополь — Феодосия; городской транспорт — один кольцевой маршрут автобуса № 1А (ранее № 10).

## Социальная сфера
В городе действуют две общеобразовательные и одна детская музыкальная школы, республиканская санаторная школа-интернат (лечение органов дыхания); поликлиника, городской центр культуры, база производственно-художественной практики студентов Санкт-Петербургской академии художеств; две библиотеки, музеи.

## Религия
В городе есть религиозные общины: две христианские — православная и евангельских христиан-баптистов и одна мусульманская община.
Одной из достопримечательностей Алупки является Храм Святого Архистратига Михаила, построенный в 1906 году.

## Памятники и достопримечательности
Главная достопримечательность города — Воронцовский дворец и прилегающий к нему парк. В городе также находится музей-квартира Архипа Куинджи, на которой учреждена база Санкт-Петербургской государственной академии искусств живописи, скульптуры и архитектуры им. И. Е. Репина.
В 1972 году в Алупке был открыт ландшафтный парк площадью 40 га, являющийся памятником садово-паркового искусства. В парке собрано более 200 разновидностей и форм деревьев и кустарников.
Также в Алупке есть музей и бюст уроженца города, дважды Героя Советского Союза, лётчика-испытателя Амет-Хана Султана.

## Дополнительная информация
Именем города названа малая планета «Алупка», открытая астрономом Крымской астрофизической обсерватории Н. С. Черных 13 марта 1977 года.
В 1994 году в честь Алупки, на астероиде Гаспра, назван метеоритный кратер, диаметром 0,3 км.

## Галерея

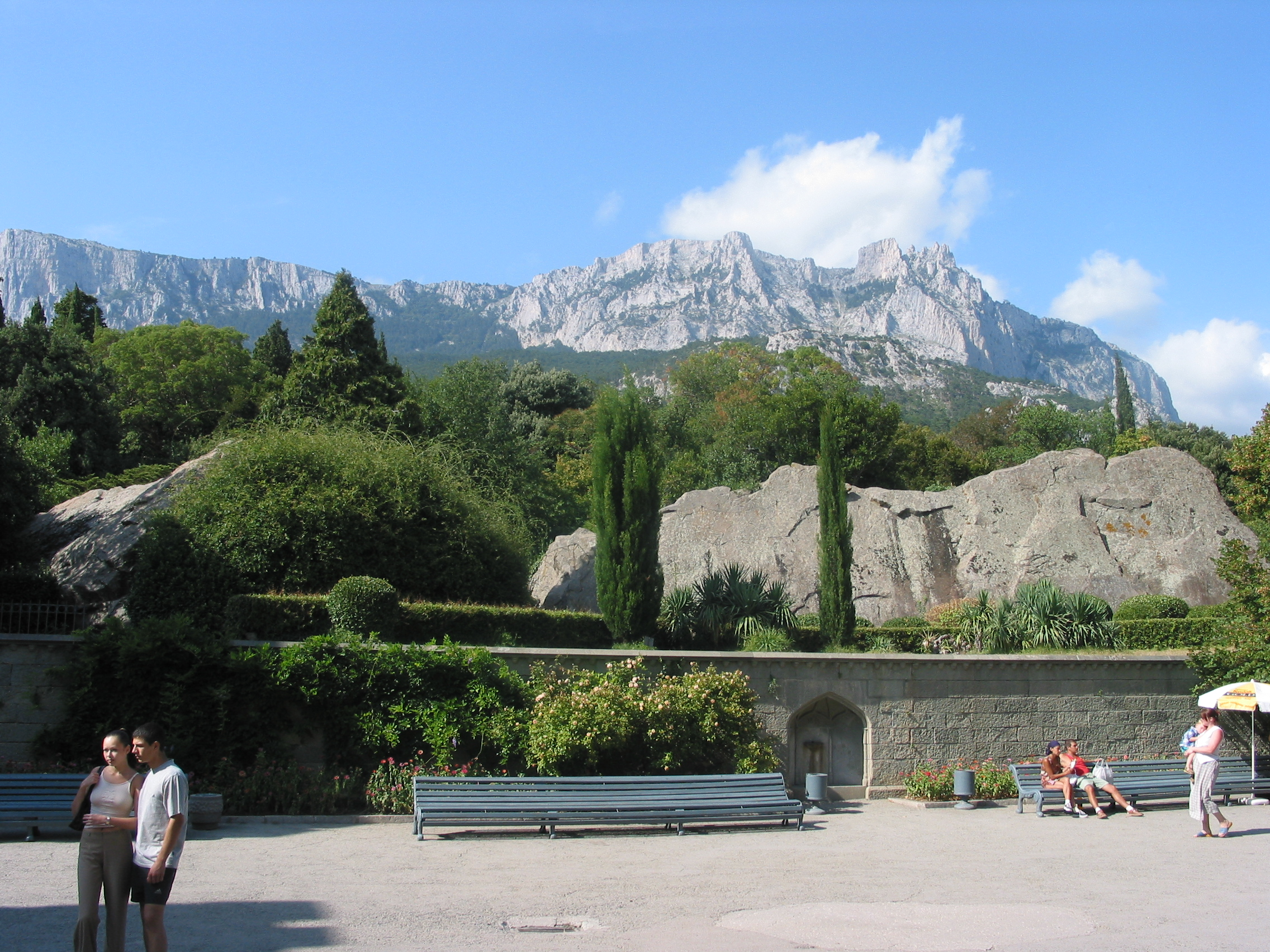
Вид на Ай-Петри от Воронцовского дворца
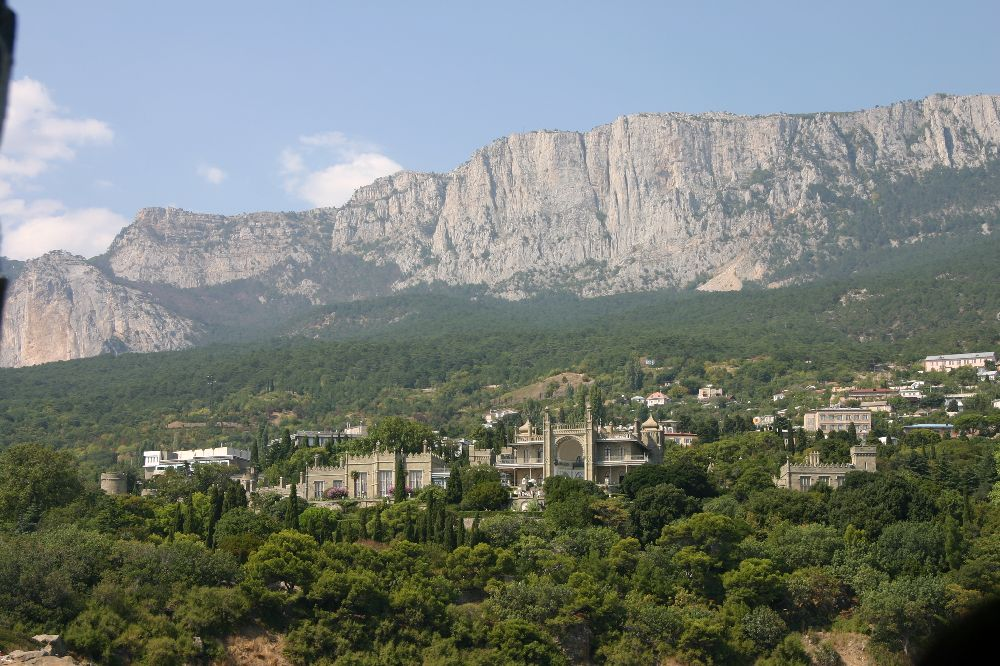
Алупка, Воронцовский дворец и Крымские горы с моря
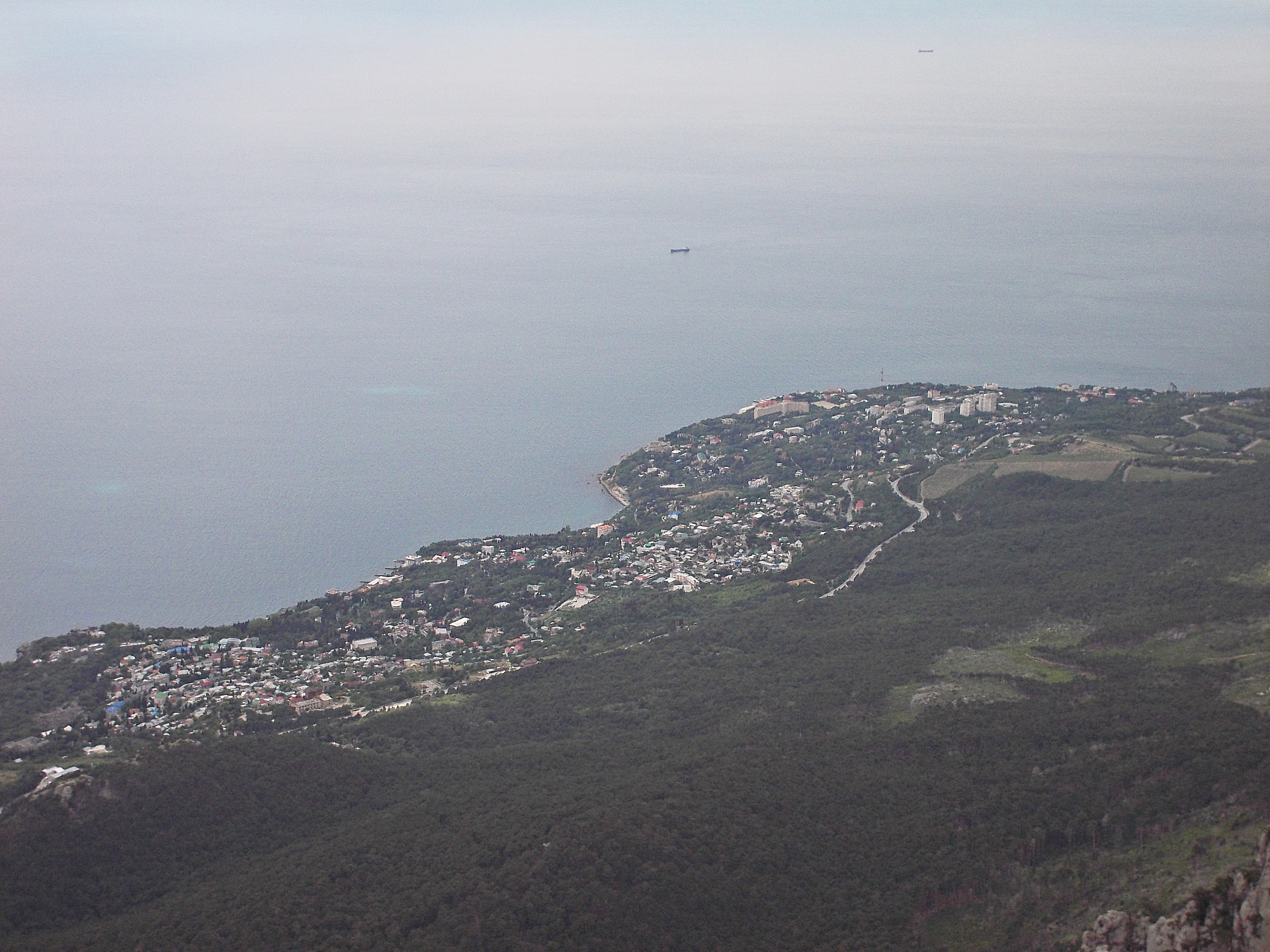
Вид на Алупку с горы Ай-Петри

Бюст Амет-Хана Султана в Алупке
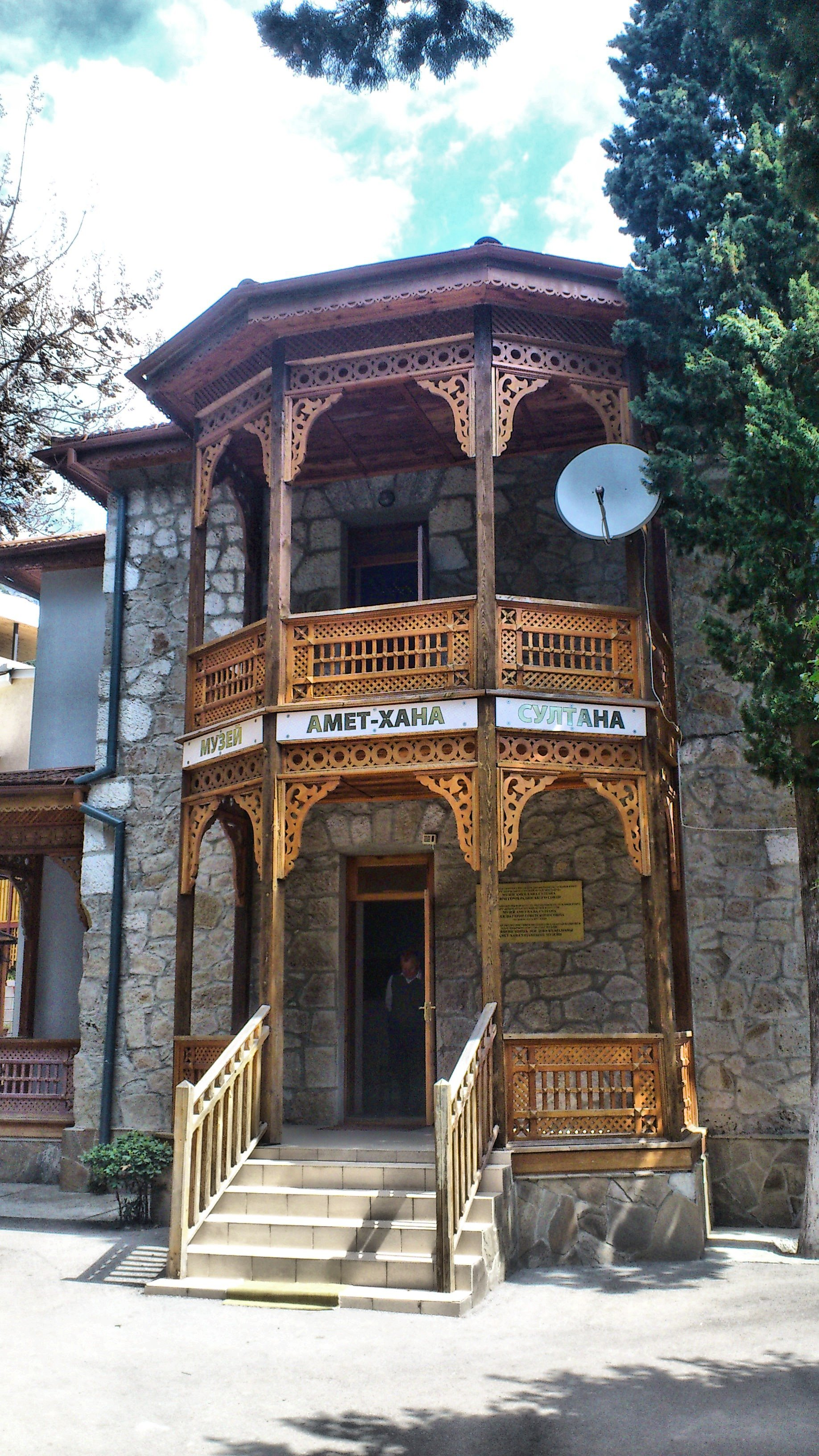
Музей Амет-Хана Султана в Алупке